# Église Saint-Aubin des Ponts-de-Cé
L'église Saint-Aubin est une église catholique située aux Ponts-de-Cé, en France.

## Localisation
L'église est située dans le département français de Maine-et-Loire, sur la commune des Ponts-de-Cé.

## Historique
L'édifice est classé au titre des monuments historiques en 1903.
L'église a été bâtie en l'an 1003, sous le règne de Robert II le Pieux et Foulques Nerra, par l'abbé Hubert.
Le 27 décembre 1973, un incendie provoqué par des travaux de mise aux normes et de traitement du bois de charpente détruit presque totalement l'édifice. Ne subsistent plus que ses murs. L'architecte Henri Enguehard confie alors la restauration de la charpente de l’édifice aux Ateliers Perrault Frères. C’est un chantier très important pour la société, avec des contraintes techniques complexes. L’entreprise innove en préparant entièrement la charpente dans son atelier de Saint Laurent de la Plaine, pour la remonter en 3 jours seulement à son emplacement définitif, performance qui impressionne favorablement l’architecte chargé du suivi des travaux.
La restauration de l'église débute deux ans plus tard en 1975 et retrouvera sa fonction presque vingt ans plus tard après une rénovation par les monuments historiques en 1984.

## Galerie

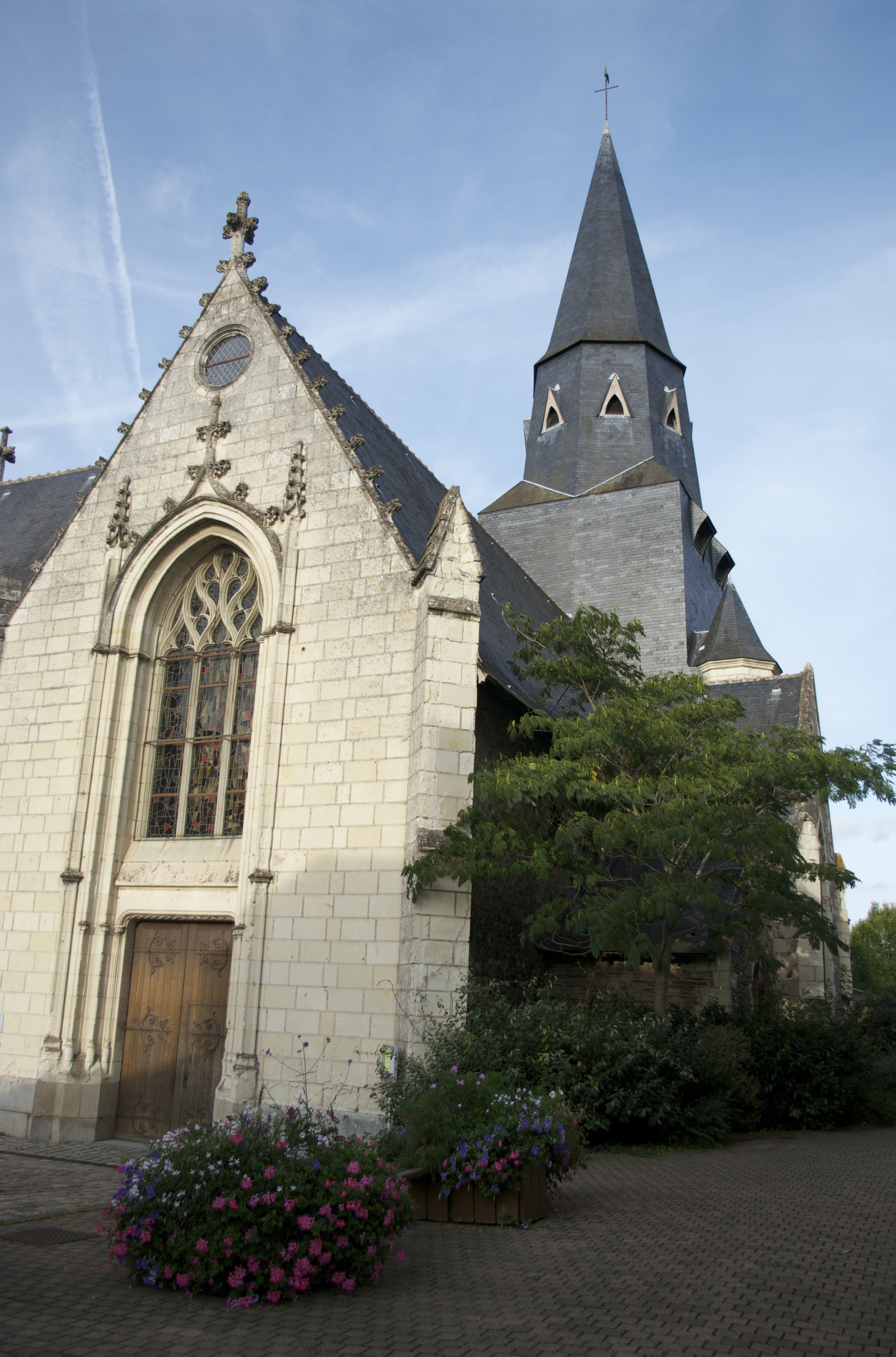
Façade ouest
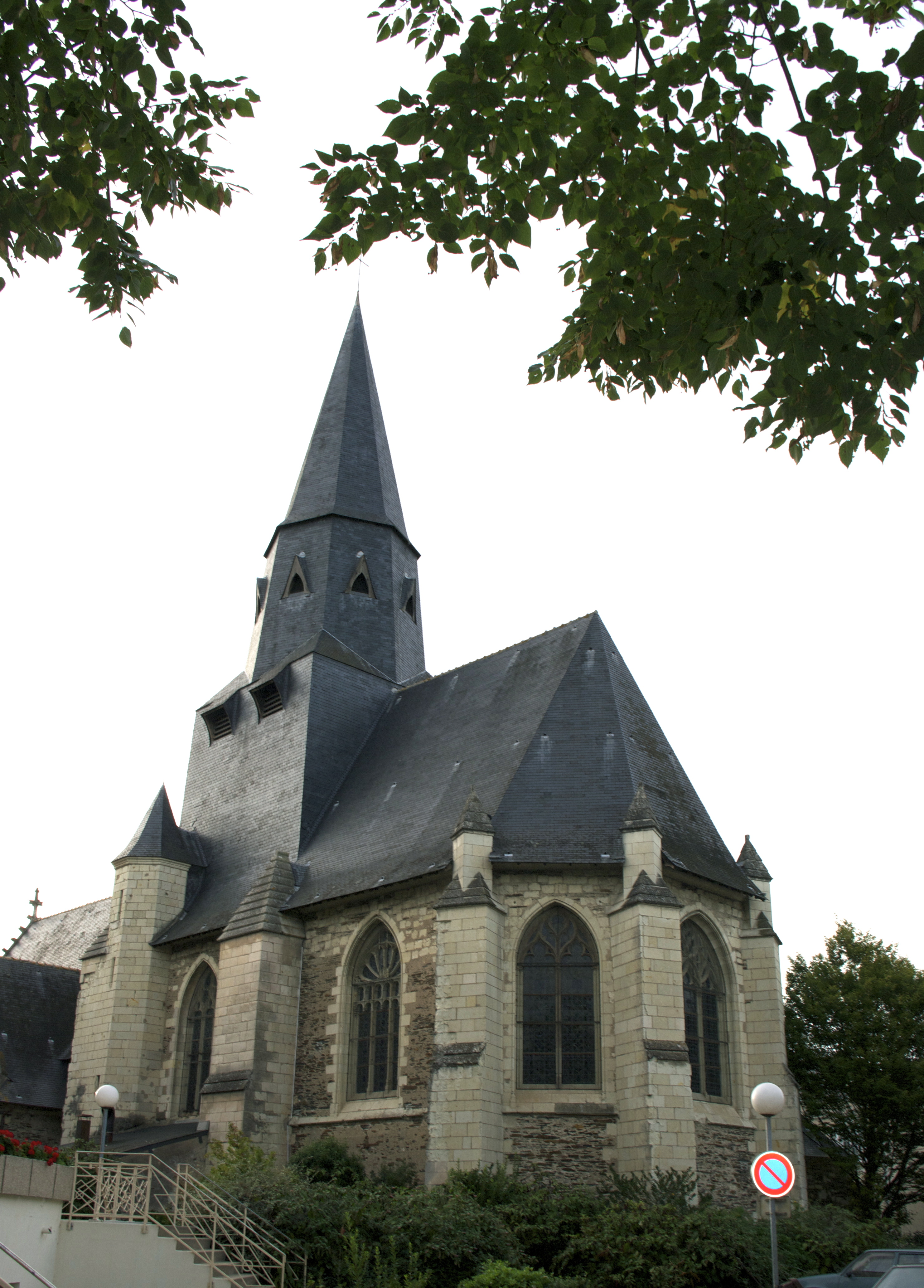
Façade sud
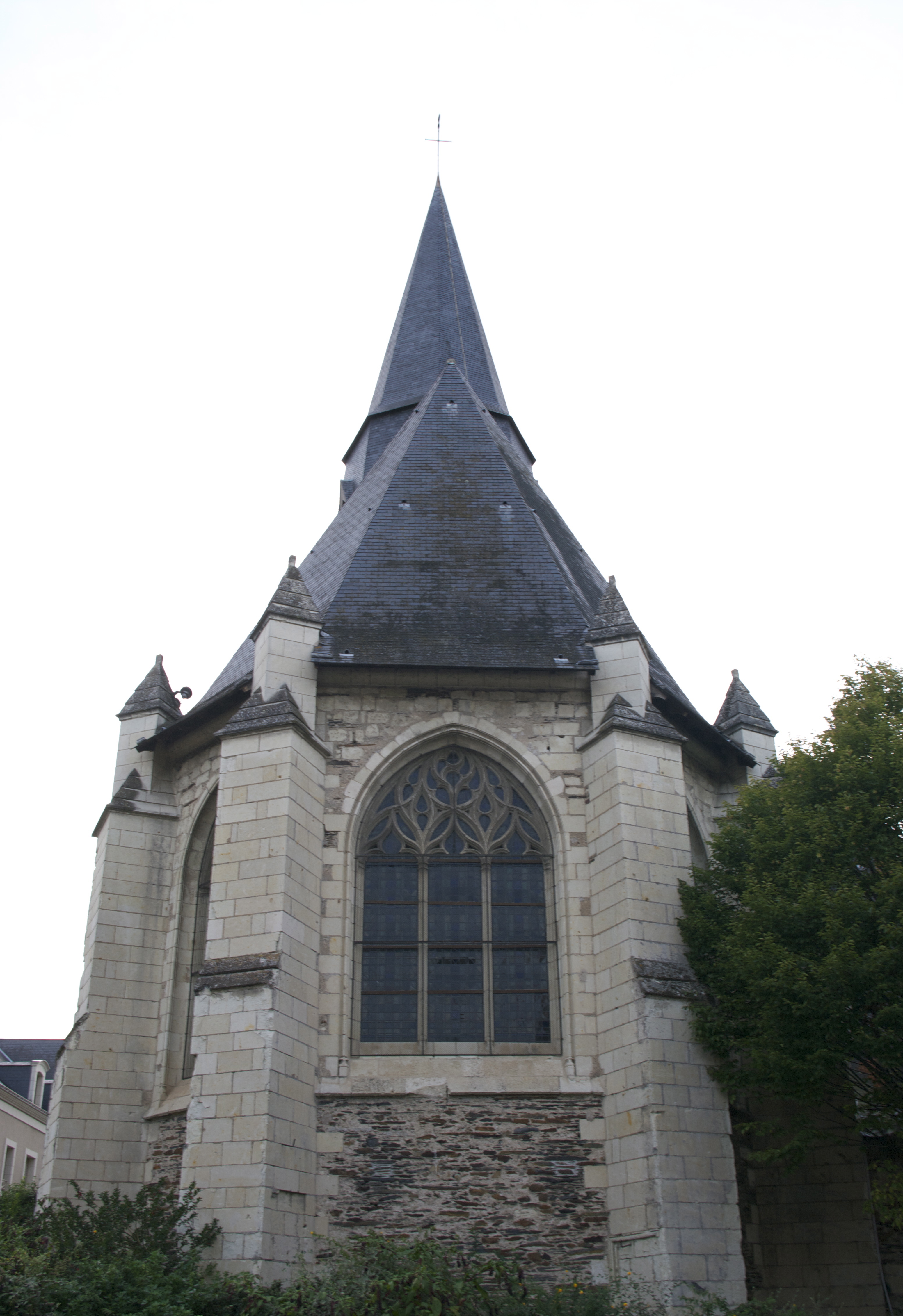
Façade est
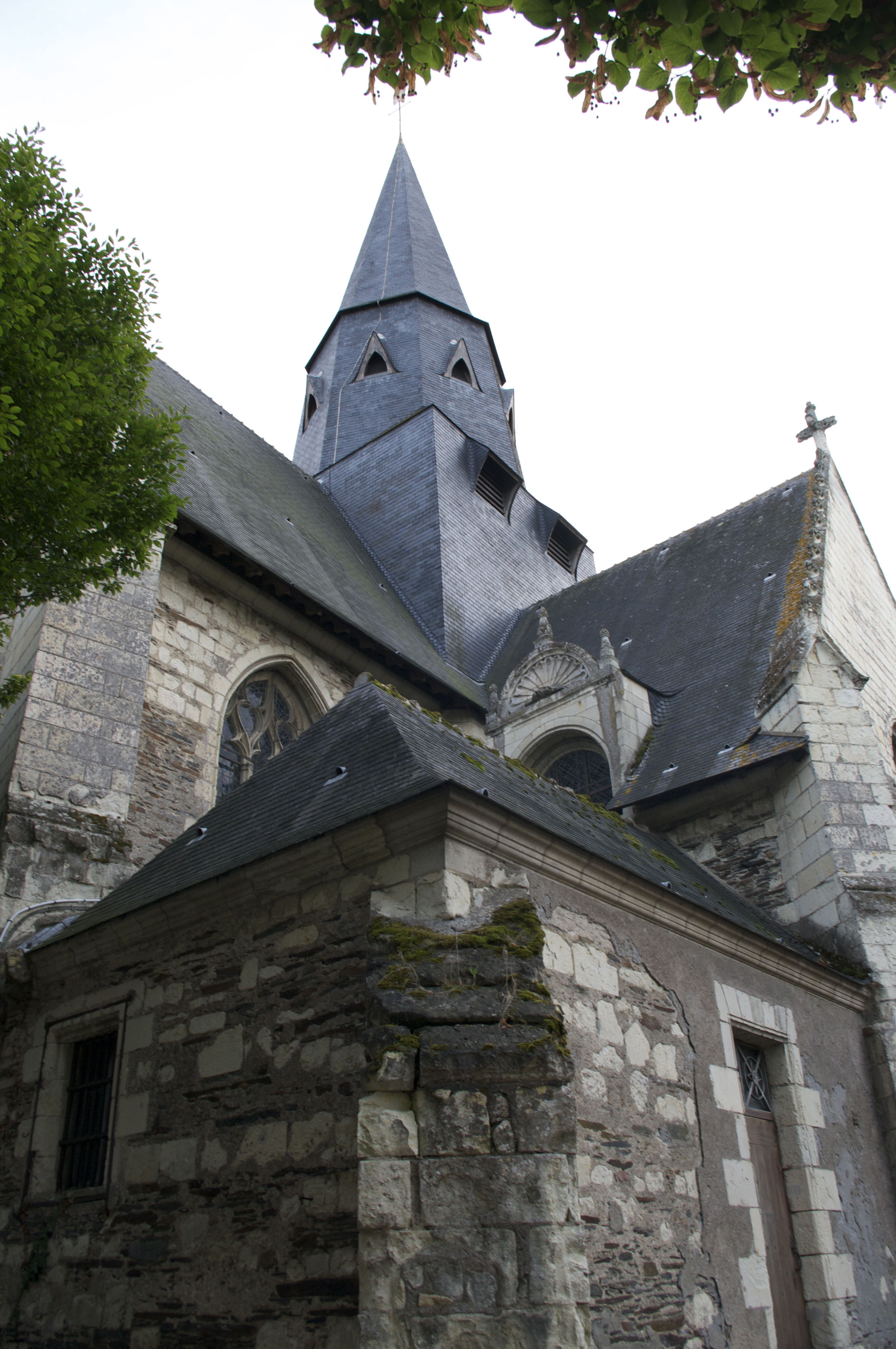
Façade nord
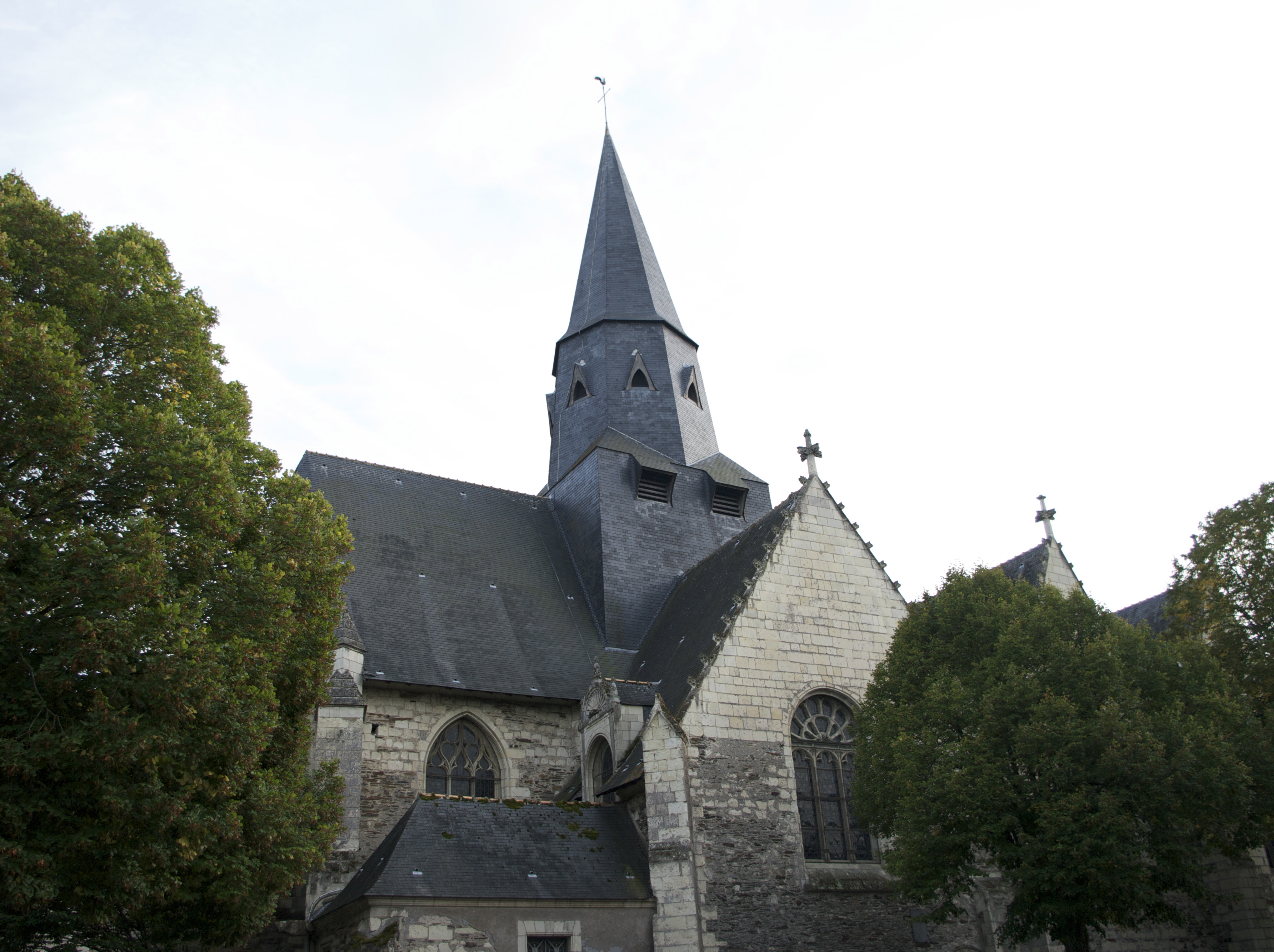
Façade nord